# 円福寺 (さいたま市中央区)
円福寺（えんぷくじ）は、埼玉県さいたま市中央区にある真言宗智山派の寺院。

## 歴史
創建年代は不明であるが、円海（1521年寂）によって開山された。円海の寂年から戦国時代に創建されたものと推測される。
元々は別の場所に位置していたが、玉縄藩の藩主だった本多正信により、現在地に移転した。
当寺の本堂は1992年（平成4年）に新築されたものである。

## 文化財
- 圓福寺木造釈迦如来坐像（さいたま市指定有形文化財 平成2年6月8日指定）[3]

## 交通アクセス
- 与野本町駅より徒歩13分。